# Učitelj
Učitelj je oseba, ki izobražuje druge, kar lahko opravlja poklicno ali ljubiteljsko. Poklicni izobraževalec mladine je pedagog, v izobraževanju odraslih pa se temu poklicu reče andragog. Učitelj pomaga učencem pri pridobivanju in utrjevanju znanj in spretnosti. Višje in visokošolski učitelji se imenujejo docenti in profesorji.
V sistemu športne vzgoje je učitelj oseba, ki načrtno in mnogostransko pripravlja in vzgaja učence za zdrav način življenja. V sistemu športnega treniranja, pa učitelj (trener) pripravlja in vzgaja športnika za tekmovanja v določeni panogi.
Učitelji splošnih predmetov se šolajo na pedagoških fakultetah in filozofski fakulteti za strokovne predmete pa na ustrezni fakulteti, kasneje pa potrebi opravijo še dopolnilno pedagoško izobraževanje.

## Učitelj v slovenski prozi
V slovenski prozi, napisani med letoma 1858 in 1914, nastopajo učitelji v naslednjih delih:
- Simon Jenko, Jeprški učitelj, 1858.
- Josip Jurčič, Deseti brat, 1866.
- Jakob Alešovec, Petelinov Janez. Povest (Povestica iz ne še preteklih časov), 1880.
- Janko Kersnik, Ponkrčev oča, 1882.
- Jakob Alešovec, Kako sem se jaz likal. Povest slovenskega trpina, 1886.
- Fran Govekar, Doktor Strnad, 1895.
- Ivan Cankar, Ob smrtni postelji, 1898.
- Ivan Cankar, O čebelnjaku, 1899.
- Ljudmila Poljanec, Učiteljica, 1899.
- Ivan Cankar, Iz življenja odličnega rodoljuba, 1901.
- Josip Kostanjevec, Trenotki iz učiteljskega življenja. Spisal Josip Dolinar, 1903.
- Ivan Cankar, Križ na gori. Ljubezenska zgodba, 1904.
- Ivan Cankar, Martin Kačur, 1904.
- Ivan Cankar, Pravična kazen božja, 1908.
- Ivan Cankar, Razbojnik Peter, 1908.
- Ivan Cankar, Dana, 1911.
- Ivan Cankar, Pred pragom, 1911.
- Ivan Cankar, Prepir v krčmi, 1911.
- Ksaver Meško, Moj prvi učitelj.
- Fran Milčinski, Muhoborci. Domorodna povest, 1912.
- Ivan Cankar, Krpa na čevlju, 1914.
- Fran Detela, Spominska plošča, 1914.
- Josip Kostanjevec, Gozdarjevi spomini, 1914.
- Josip Kostanjevec, Novo življenje. Povest, 1914.
- Alojz Kraigher, Kontrolor Škrobar, 1914.

### Romani z učiteljem kot naslovno osebo
- Milena Mohorič, Korenove Saše učna doba: Povest iz življenja slovenske učiteljice, 1940.
- France Bevk, Učiteljica Breda, 1963.
- Marjanca Šeme, Bila sem partizanska učiteljica, 1983.
- Marta Kmet, Učiteljica, 1988.
- Cilka Dimec-Žerdin, Leto upanja in ljubezni: Iz dnevnika mlade učiteljice, 1995.
- Marija Čmak, Lepa učiteljica, 2002.
- Maruša Guzelj, Velemladci, 2007.
- Jože Volarič, Mogoče ni vedno prijetno biti učitelj --- je pa včasih koristno ---: Haibunaste zgodbe, 2009.
- Andrej Predin, Učiteljice, 2010.
- Dušan Merc, Pedagoški triptih, 2011.